# Probithia subferruginea
Probithia subferruginea là một loài bướm đêm trong họ Geometridae.